# Mary Elizabeth Adams Brown
Mary Elizabeth Adams Brown (1842 - 1918) fou una escriptora estatunidenca, col·leccionista i comissari d'instruments musicals.
És més coneguda per la seva col·lecció d'instruments musicals que va donar al Metropolitan Museum of Art de Nova York. Va treballar juntament amb el seu fill, que va fer els dibuixos utilitzats per il·lustrar el seu catàleg d'instruments. A partir de 1889, va donar els instruments per al Museu Metropolità d'Art. La Crosby Brown Collection of Musical Instruments, nomenada així pel seu marit John Crosby Brown, es va convertir en una de les col·leccions històriques i més completes del món d'instruments musicals. Va començar amb una impressionant donació de 270 instruments en la seva majoria procedents de l'Extrem Orient, l'Orient Pròxim, l'Àfrica i les illes del Pacífic el 1889, que es va acompanyar amb la condició que ella i el seu fill podrien recollir de la donació i substituir els elements amb objectes d'igual importància, però de qualitat superior. Al moment de la seva mort, la col·lecció abastava una galeria de cinc sales i tenia 3.600 peces. Al moment en què el seu fill va morir la col·lecció tenia 4000 peces.

## Instruments europeus notables

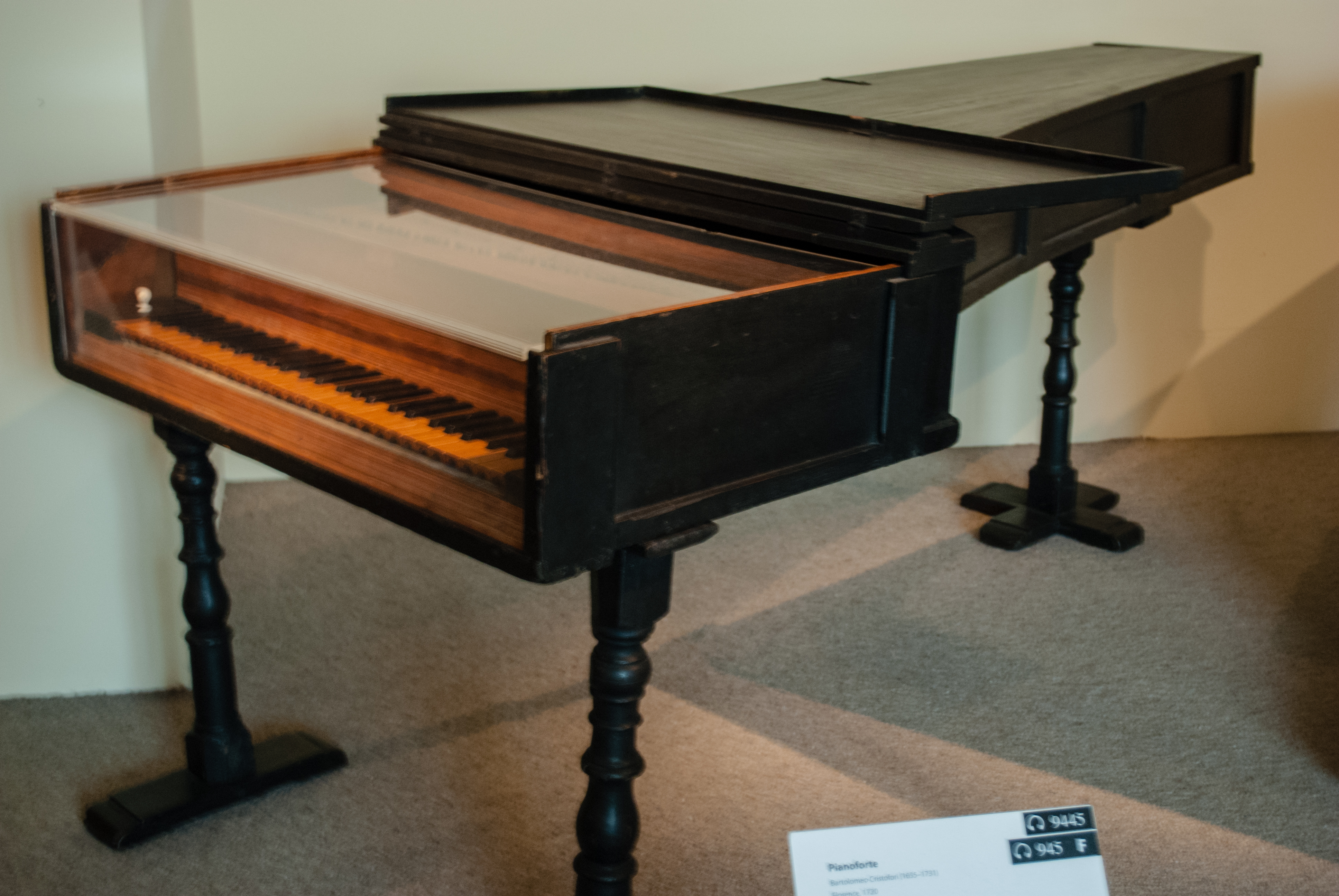
El més antic piano construït el 1720 per Bartolomeo Cristofori, és una peça culminant de la col·lecció d'instruments musicals
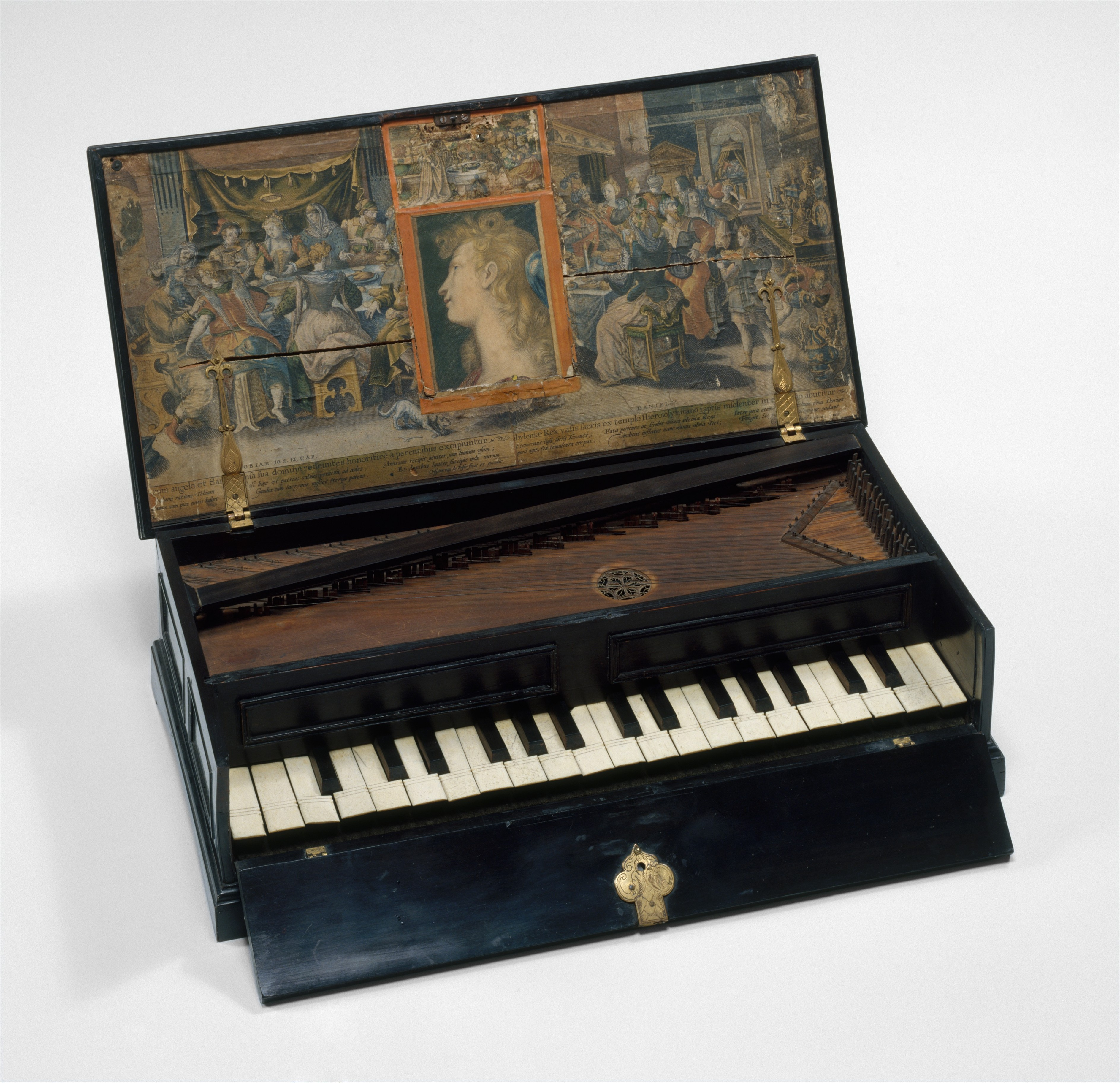
El Rectangular Octave Virginal construït al voltant de l'any 1600, una altra peça important de la col·lecció del museu.